# Шёлк (фильм, 1986)
«Шёлк» (англ. Silk) — фильм режиссёра Сирио Сантьяго.

## Сюжет
Дженни Слейтон по прозвищу «Шёлк», самая крутая полицейская в Гонолулу, арестовывает второразрядных бандитов лишь для того, чтобы выявить большой преступный синдикат, который занимается выводом азиатов в США, покупая для этого идентификаторы гавайских граждан.

## В ролях
- Чек Веррелл — Дженни «Силк» Слейтон
- Билл МакЛафлин — Том Стивенс
- Фредерик Бэйли
- Ник Николсон — Тайлер
- Сэм Ломбардо
- Билл Кипп
- Стив Роджерс
- Уоррен МакЛин
- Джек Старр

## Съёмочная группа
- Режиссёр: Сирио Сантьяго
- Продюсер: Хосе Ф. Буэнавентура, Сирио Сантьяго
- Сценарист: Фредерик Бэйли, Сирио Сантьяго
- Композитор: Вилли Круз

## Дополнительные факты
- Слоган: «When the heat’s on no one’s smoother than …»